# Neopseustidae
Неопсеусти́ды (лат. Neopseustidae) — семейство бабочек, характеризующееся уникальным строением хоботка: галеа (лопасти нижних челюстей) не образуют общего всасывающего канала, каждая галеа замкнута, образуя независимый всасывающий канал. Антенны по длине примерно равны крыльям или длиннее. Крылья широко-овальные, жилкование гомоневральное. У самок имеются остатки прокалывающего яйцеклада, характерного для многих примитивных чешуекрылых. Известно 4 рода. Эти примитивные чешуекрылые распространены в Южной Америке и юго-восточной Азии. Образ жизни и преимагинальные стадии этих бабочек не известны (Davis 1975; Davis and Nielsen 1980, 1984; Kristensen, 1999). Nematocentropus распространен в Ассаме, Бирме и Сычуани (Китай), три вида из Neopseustis распространены от Ассама до Тайваня, Synempora andesae и три вида Apoplania встречаются в Южной Америке (Kristensen, 1999: 53—54). Морфология усиков архаичных неопсевстоид изучаются в деталях (Faucheux 2005ab; Faucheux et al., 2006).